# Tỉnh ủy Quảng Trị
Tỉnh ủy Quảng Trị hay còn được gọi Ban chấp hành Đảng bộ tỉnh Quảng Trị là cơ quan lãnh đạo cao nhất của Đảng bộ tỉnh Quảng Trị giữa hai kỳ đại hội đại biểu Đảng bộ tỉnh Quảng Trị, do Đại hội Đại biểu Đảng bộ tỉnh bầu.
Tỉnh ủy Quảng Trị có chức năng thi hành nghị quyết, quyết định của Đại hội Đại biểu Đảng bộ tỉnh Quảng Trị, Ban Chấp hành Trung ương Đảng, Ban Bí thư và Bộ Chính trị.
Năm 2025, Tỉnh ủy Quảng Trị hợp nhất với tỉnh ủy Quảng Bình thành Tỉnh ủy Quảng Trị.
Đứng đầu Tỉnh ủy là Bí thư Tỉnh ủy và thường là ủy viên Ban Chấp hành Trung ương Đảng. Bí thư hiện tại là Ủy viên Trung ương Đảng Lê Ngọc Quang.